# Stazione di Villacampagna
La stazione di Villacampagna era una fermata ferroviaria posta sulla linea Cremona-Iseo. Serviva il centro abitato di Villacampagna, frazione del comune di Soncino.

## Storia
La fermata venne costruita come parte della linea Soresina-Soncino della Società Nazionale Ferrovie e Tramvie (SNFT), aperta all'esercizio il 25 novembre 1914.
Cessò l'esercizio con la chiusura della linea il 2 gennaio 1956.